# Fecho dedutivo
Fecho dedutivo é uma propriedade de um conjunto de objetos (normalmente sentenças lógicas). Consideramos que um conjunto de objetos B possui fecho dedutivo ou é fechado sob uma determinada operação de consequência C se, para cada subconjunto B' de B, se B' se relaciona com um conjunto de objetos D através de C, então D é subconjunto de B. No contexto de lógica, o fecho lógico de um conjunto de sentenças B é o conjunto de todas as sentenças que podem ser deduzidas a partir de B.